# Prajagradź
Prajagradź (hindi प्रयागराज; ang. Prayagraj; do 2018 roku Allahabad) – miasto w Indiach w stanie Uttar Pradeś, gdzie łączą się rzeki Ganges i Jamuna.
Miasto jest ośrodkiem usługowym (handel, turystyka, finanse) i przemysłowym (branża maszynowa, bawełniana, tytoniowa), węzłem komunikacyjnym na szlaku Delhi-Kolkata. Posiada port lotniczy i uniwersytet założony w 1887. W mieście znajdują się muzea oraz zabytki: kolumna Aśoki i pałac Akbara.
Prajagradź jest często określany miastem premierów. Siedmiu premierów Indii, od czasów odzyskania niepodległości, urodziło się albo jest mocno związanych z Prajagradźem.

## Historia
Prajagradź jest jednym z najstarszych miast w Indiach. Wspomina się go w Wedach jako Prayag, czyli Miejsce ofiar. Jego wcześniejsza nazwa ma pochodzenie perskie i oznacza Miejsce Boga. Miasto weszło w skład sułtanatu delhijskiego po aneksji w 1193. W 1750 roku zostało złupione przez Pasztunów z Farrukhabad. W latach 1735–1750 było pod panowaniem Imperium Marathów. 23 września 1887 roku założono czwartą najstarszą uczelnię w kraju. W latach 1902–1920 Allahabad był stolicą zjednoczonych prowincji, które powstały z połączenia prowincji północno-zachodnich i Oudhu. W 1919 roku wybudowano port lotniczy.

## Demografia
W 2011 Prajagradź był siódmym pod względem liczby ludności miastem w stanie, najludniejszym w dystrykcie. Zamieszkiwały go 1 112 544 osoby, co stanowiło ok. 18,7% ludności dystryktu. Mężczyźni stanowili ok. 53,97% populacji, kobiety 46,03%. Umiejętność pisania posiadało 84,76% mieszkańców w przedziale od siedmiu lat wzwyż, przy czym odsetek ten był wyższy u mężczyzn – 88,37%. Wśród kobiet wynosił 80,53%. Dzieci do lat sześciu stanowiły 10,3% ogółu mieszkańców miasta. W strukturze wyznaniowej przeważali hinduiści – 76,03%. Islam deklarowało 21,94%; 0,68% liczyła społeczność chrześcijan, 0,28% sikhów, 0,10% dźinistów, 0,05% buddystów. Około 7,85% mieszkańców miasta i terenów bezpośrednio do niego przylegających (out growths) żyło w slumsach. Prajagradź tworzy również obszar metropolitarny, który zamieszkuje 1 212 395 osób.
W 2001 miasto liczyło 1 042 229 mieszkańców.

## Kultura, religia, sport i rekreacja
W mieście znajduje się muzeum narodowe i twierdza Allahabad.
Miasto jest ośrodkiem religijnym wyznawców hinduizmu. Co 12 lat obchodzi się święto Kumbhamela i co 6 lat Ardh Kumbhmela.
Krykiet i hokej na trawie należą do najpopularniejszych sportów w mieście.

## Urodzeni w Prajagradźu
- Indira Gandhi – indyjska polityk, premier Indii w latach 1966–1977 oraz 1980–1984;
- Jawaharlal Nehru – indyjski polityk, przywódca socjalistycznego skrzydła Indyjskiego Kongresu Narodowego w okresie walki o niepodległość przeciwko dominacji brytyjskiej, pierwszy premier Indii;
- Dharmawir Bharati - indyjski pisarz, poeta i dramaturg;
- Vishwanath Pratap Singh – indyjski polityk, premier Indii w latach 1989–1990[1].
- Vikas Swarup – indyjski pisarz i dyplomata; na podstawie jego powieści „Q & A”, powstał film Slumdog. Milioner z ulicy

## Miasta partnerskie
- Holguín, Kuba
- Tsuyama, Japonia
- Hidalgo del Parral, Meksyk
- Zacatecas, Meksyk
- Buchara, Uzbekistan
- Santa Fe, Stany Zjednoczone